# Anđelko Vuletić
 Anđelko Vuletić (Trebimlja, 6. veljače 1933. – Zagreb, 21. listopada 2021.) bio je hrvatski i bosanskohercegovački pjesnik, romanopisac, dramski pisac, pisac za djecu, književni kritičar i polemičar, prevoditelj s francuskog jezika. Pučku je školu završio u Ravnom i Trebinju, Filozofski fakultet (književnost) u Beogradu. Dobitnik je Godišnje nagrade Društva pisaca Bosne i Hercegovine 1965. godine za zbirku pjesama Sedam vječnih pitanja i brojnih drugih nagrada i priznanja.

## Djela
- Gorko sunce (roman, 1958.)
- Gramatika ili progonstvo (pjesme, 1961.)
- Jedina nada (pjesme, 1962.)
- Drvo s paklenih vrata (roman, 1963.)
- Sedam vječnih pitanja (pjesme, 1965.)
- Deveto čudo na istoku (roman, 1966.)[3]
- Kraljica puteva (pjesme, 1968.)
- Zmije odlaze s onu stranu svijeta (pjesme, 1967.)
- Poezija (izbor, 1971.)
- Klesar Tadija Tegoba (roman za djecu, 1973.)
- Putnik na svoju odgovornost (pjesme, 1985.)
- Kad budem velik kao mrav (pjesme, 1977.)
- Čempres u zavičaju (izbor, 1980.)
- Dan hapšenja Vile Vukas (roman, 1980.)
- Jadi mladog karijerista /roman, 1984.)
- Križaljka za čitanje sudbine (pjesme, 1985.)
- Čudotvorna biljka doktora Engela (roman, 1989.)
- Popravni ispit (pjesme, 1989.)
- Andrija Hebrang (drama, 1990.)
- Miljenik partije Buharin (drama, 1987.)
- Pčela i metak (pjesme, 1995.)
- Pisma nebeskom gromu (pjesme, 1996.)
- Sarajevo a zalazi sunce (pjesme, 1996.)
- Tajna večera (pjesme, 1997.)
- Strijeljanje ustaše Broza (roman, 1998.)
- Izabrane pjesme (1999.)

Neka njegova djela u svojoj je antologiji Żywe źródła iz 1996. s hrvatskog na poljski prevela poljska književnica i prevoditeljica Łucja Danielewska.

## Vanjske poveznice
- LZMK / Hrvatska enciklopedija: Vuletić, Anđelko
- Vuletić u Čitanki 4